# Phạm Trung Tuyến
Phạm Trung Tuyến (sinh ngày 4 tháng 11 năm 1973) là nhà báo, Phó giám đốc kênh VOV Giao thông Quốc gia – Đài tiếng nói Việt Nam (VOV). Trước khi là người thiết kế nội dung VOV Giao thông, ông là biên tập viên, phụ trách chương trình phát thanh tương tác với thính giả Bạn hãy nói với chúng tôi. Ông cũng được biết tới vai trò là một nhà văn trong tác phẩm Chuyện nhà văn của Di Li. Cùng với Trần Đăng Khoa, Ngô Thiệu Phong...ông là tác giả của nhiều bài bình luận trên Báo điện tử Đài Tiếng nói Việt Nam, đặc biệt là trong mục "Blog tòa soạn", là một trong 5 người đầu tiên được vinh danh Cây bút VOV.

## Sự nghiệp
Anh nổi tiếng trên làn sóng Đài tiếng nói Việt Nam vì đã tạo ra các chương trình phát thanh có tinh tương tác cao (tương tác toàn diện, tương tác các loại hình báo chí với nhau, tương tác với các nhà nghiên cứu, các khách mời và các thính giả...) như Bạn hãy nói với chúng tôi, Góc nhìn Đường Tin, Phía sau tội ác... đồng thời là người có các bài bình luận sắc sảo trong các chương trình đó. Anh là một số trong rất nhiều nhà báo của VOV thực hiện những bài điều tra chống tiêu cực và giành được Giải Báo chí Quốc gia.
Anh là người chuẩn bị nội dung cho dự án kênh VOV giao thông quốc gia. VOV giao thông quốc gia là một kênh phát thanh tương tác đầu tiên ở Việt Nam phát sóng trực tiếp 24/24h.

## Tác phẩm
Ông có bút danh Lão Phạm. Sau khi một thời gian dài phát sóng chương trình Bạn hãy nói với chúng tôi, biên tập viên Phạm Trung Tuyến đã tập hợp những câu chuyện có thật của thính giả Đài Tiếng nói VN tâm sự với chương trình để hình thành nên cuốn sách với nhan đề "Những câu chuyện trong đêm" (Ghi chép từ studio của một biên tập viên mất ngủ). Với số lượng phát hành 3000 cuốn.

## Giải thưởng
- Giải Báo chí Quốc gia năm 2009 về bài báo Kinh doanh công sản ở 35 Điện Biên Phủ (Hà Nội).[2]

## Danh hiệu
- Danh hiệu cây bút VOV (2014, nhân sự kiện kỷ niệm 69 xây dựng và lớn lên của Đài Tiếng nói Việt Nam)[4]